# Ctenotus taeniolatus
Espèce
Synonymes
- Lacerta taeniolata White, 1790
- Scincus octolineatus Daudin, 1802
- Scincus decemlineatus Lacépède, 1804
- Scincus multilineatus Lesson, 1829
- Lygosoma taeniolata (White, 1790)

Ctenotus taeniolatus est une espèce de sauriens de la famille des Scincidae.

## Répartition
Cette espèce est endémique d'Australie. Elle se rencontre au Queensland, au Victoria et en Nouvelle-Galles du Sud.

## Description
C'est un saurien ovipare.

## Publication originale
- White, 1790 : Journal of a voyage to new South Wales, with sixty-five plates of non descript animals, birds, lizards, serpents, curious cones of trees and other natural productions. Debrett, London, p. 1-229 (texte intégral (en) [PDF]).